# Jania iyengarii
Jania iyengarii E. Ganesan, 1966  é o nome botânico de uma espécie de algas vermelhas pluricelulares do gênero Jania.
- São algas marinhas encontradas na Índia.

## Sinonímia
Não apresenta sinônimos.